# Tirà ala-rogenc
El tirà ala-rogenc (Polioxolmis rufipennis) és un ocell de la família dels tirànids (Tyrannidae) i única espècie del gènere Polioxolmis.

## Hàbitat i distribució
Zones arbustives i praderies als Andes del Perú i centre i sud-oest de Bolívia.